# Бриджит Джонс. Без ума от мальчишки (роман)
«Бри́джит Джонс. Без ума от мальчишки» (англ. Bridget Jones: Mad About the Boy) — роман английской писательницы Хелен Филдинг, впервые опубликованный в 2013 году. Третья часть цикла о Бриджит Джонс.

## Сюжет
Действие романа происходит через 15 лет после событий, описанных в предыдущей части цикла. К этому времени Бриджит Джонс уже пять лет является вдовой с двумя детьми (Марк Дарси погиб в Судане). Ей около 50, она пытается выдавать себя за 35-летнюю, по-прежнему борется с излишним весом, с пристрастиями к алкоголю и курению, и ведёт подробный дневник. Таким образом, внешняя канва жизни Бриджит оказывается той же, что и в первых двух книгах, — изменился только возраст героини. Через интернет Бриджит знакомится с мужчиной, которому всего 30. Она начинает с ним встречаться, скрывая свой возраст и регулярно попадая в нелепые ситуации.

## Восприятие
Книга имела большой успех у читателей. Только за первую неделю после публикации романа в Великобритании был полностью раскуплен 45-тысячный тираж.
Критики встретили роман Филдинг неоднозначно. Обозреватель «Газеты.ру» констатирует, что писательница здесь пытается перерасти «диванное женское чтиво», добавляя к характерному для предыдущих книг «неуклюжему романтизму» трагические и терапевтические нотки. Для рецензента «Комсомольской правды» этот роман «такой же милый», как и первые два. Для «Афиши» «Без ума от мальчишки» — «и сатира на Британию, и феминистский манифест, и повод для очередной экранизации».
Роман стал литературной основой сценария одноимённого фильма.